# HD62632
HD62632 — подвійна зоря. 
Ця подвійна система має видиму зоряну величину в смузі V приблизно 8,9.
Вона розташована на відстані близько 2025,8 світлових років від Сонця.

## Подвійна зоря
Головна зоря цієї системи належить до хімічно пекулярних зір й має спектральний клас A2.
В той же час спектральний клас іншої компоненти залишається  ще не визначеним.

## Пекулярний хімічний склад
Зоряна атмосфера HD62632 має підвищений вміст 
Eu
.